# Sínfise da mandíbula
A Sínfise da mandíbula ou Sínfise mandibular é uma estrutura anatômica que divide a mandíbula em duas partes. Uma crista suave na linha mediana. Localizada na região mentual, popularmente chamada de queixo.
É uma das regiões doadoras de enxerto intraoral.